# Proces załogi Dachau (US vs. Ernst Angerer i inni)
Proces załogi Dachau (US vs. Ernst Angerer i inni) – jeden z wielu procesów członków personelu hitlerowskiego obozu koncentracyjnego Dachau, który odbył się przed amerykańskim Trybunałem Wojskowym w Dachau w dniach 26 listopada–3 grudnia 1946. Na ławie oskarżonych zasiadło trzech esesmanów, w tym dwóch Rapportführerów i jeden Blockführer. Zarzuty oskarżenia objęły zbrodnie popełnione na więźniach i jeńcach wojennych w okresie od 1 stycznia 1942 do 29 kwietnia 1945 na terenie obozu głównego Dachau. Zapadły dwa wyroki śmierci i jedna kara 25 lat pozbawienia wolności.
Oskarżonym zarzucono popełnienie następujących zbrodni wojennych i zbrodni przeciw ludzkości:
- udział w organizacji przestępczej (załodze obozu koncentracyjnego Dachau), której celem było mordowanie i maltretowanie obywateli państw alianckich (zwłaszcza obywateli radzieckich i luksemburskich oraz Polaków)
- udział w masowych egzekucjach ok. 5 tysięcy jeńców radzieckich w latach 1941–1942
- udział w przeprowadzaniu egzekucji przez powieszenie
- torturowanie więźniów podczas przesłuchiwań
- maltretowanie więźniów na inne sposoby

## Wyrok amerykańskiego Trybunału Wojskowego w procesie US vs. Ernst Angerer i inni
| Oskarżony        | Stopień             | Funkcja       | Wyrok                                                       |
| ---------------- | ------------------- | ------------- | ----------------------------------------------------------- |
| Franz Frohnapfel | SS-Hauptscharführer | Rapportführer | śmierć przez powieszenie (wyrok wykonano 14 listopada 1947) |
| Alois Hipp       | SS-Hauptscharführer | Rapportführer | śmierć przez powieszenie (wyrok wykonano 14 listopada 1947) |
| Ernst Angerer    | SS-Oberscharführer  | Blockführer   | 25 lat pozbawienia wolności                                 |